# Miki Zohar
Makhlouf „Miki“ Zohar hebrejsky מיקי זוהר‎ (narozen 28. března 1980 Kirjat Gat), je izraelský politik. Mezi lety 2015 a 2023 byl poslanec Knesetu za stranu Likud. Je ministr kultury a sportu (od roku 2022).

## Biografie

### Osobní život
Narodil se v roce 1980 ve městě Beer Ševa, ale vyrostl ve městě Kirjat Gat. Jeho rodiče byli imigranti (otec z Maroka, matka z Tuniska). V armádní službě dosáhl hodnosti seržanta. Následně získal vysokoškolské vzdělání právnického směru a pracoval jako právník v sektoru realitního trhu. Je ženatý, má čtyři děti. Angažuje se v neziskovém sektoru.

### Politická kariéra
V roce 2005 byl zvolen do zastupitelstva města Kirjat Gat. V roce 2013 se stal lokálním lídrem Likudu a zastával také post náměstka starosty Kirjat Gatu.
Ve volbách v roce 2015 byl zvolen do Knesetu za stranu Likud. Mandát obhájil i ve volbách v roce 2019 (jarních i podzimních), v roce 2020, 2021 a 2022. V šesté vládě Benjamina Netanjahua přijal funkci ministra kultury a sportu, a krátce poté dle zákona rezignoval na post poslance.
V lednu 2023 na sociálních sítích oznámil, že ministerstvo kultury a sportu nebude iniciovat žádné kulturní a sportovní aktivity během šabatu. To vzbudilo kritiku, že Zohar chystá rušit financování takových státních programů. Šlo například o program s názvem Izraelský šabat. Ten byl zaveden ministrem Jechi'elem Tropperem (Státní tábor) v roce 2021 a umožňoval volný vstup do veřejných kulturních institucí během pátků a sobot. Netanjahu následně odmítl, že by vláda chtěla podkopávat kulturní programy. Zohar poté uvedl, že jen chtěl, aby iniciativa šla z dotovaných institucí a ne z ministerstva.
Zohar byl nepopulární mezi izraelskými fotbalovými fanoušky. Například během zápasu mezi týmem Maccabi Haifa a řeckým Panathinaikos v říjnu 2023 na něj fanoušci skandovali hesla „neonacista“ a „čekal jsi pohádku, ale tohle je válečný film“. Zohar jejich chování následně odsoudil.
Poté, co v roce 2024 představil svou reformu státní podpory filmového průmyslu, ve které se měly státní dotace nově soustředit na komerční filmy, spíše než na umělecké snímky a dokumentární filmy, které se zabývají sociálními nebo etnickými problémy Izraele, protestovali proti němu herci, filmaři a další osobnosti filmového průmyslu. Zohar chtěl, aby se státní podpora filmům udělovala podle tržeb v kinech. Protestu se účastnili například Joseph Cedar, Sasson Gabbai, Dana Ivgy, Noa Koler, Gila Almagor nebo Alma Zack.
Ve funkci ministra kultury a sportu, behěm války s Hamásem, volal po trestání kulturních institucí vyjadřujících podporu Palestině. V prosinci 2024 se obrátil na ministra financí Becal'ela Smotriče (Tkuma), aby nepřiznával takovým organizacím dotace na jejich provoz. Šlo například o Batsheva Dance Company, taneční soubor, který během svého vystoupení s názvem Anafaza využil palestinskou vlajku (mezi čtyřiceti dalšími státními vlajkami). Dalším terčem se stalo kino Tel Aviv Cinematheque, které v rámci mezinárodního filmového festivalu Solidarity Festival promítalo filmy o lidských právech. Na programu měly být podle Zohara i filmy propagující „extremistické názory“. Na Zoharovu ministerstvu kultury působila filmová komise, která posuzovala filmovou produkci. Tato komise například vydávala doporučení, aby kina nepromítala filmy s alternativními postoji vůči politice vlády. Kritiky vlády byla činnost komise vnímána jako cenzura. Takto byl ministerstvem odsouzen například dokumentární film 1948: Remember, Remember Not režisérky Nety Shoshani, pojednávající o izraelsko-arabské válce z roku 1948 z pohledu Židů i Arabů. Dalším kritizovaným snímkem byl dokumentární film Ramiho Younise Lyd, který pojednával o vyhnání palestinských Arabů z města Lod během operace Danny (1948).
V lednu 2025 byl Zohar vypískán návštěvníky zahájení mezinárodního filmového festivalu v Haifě. Poté, co palestinsko-izraelský dokumentární snímek Žádná jiná země získal v lednu 2025 Oscara za nejlepší dokument, Zohar film odsoudil a uvedl, že jde o další důkaz potřebnosti reformy státního financování filmů, aby finance nedostávaly filmy kritické vůči státu.

### Politické postoje
Zohar je zastáncem dodržování zvyklostí šabatu. V roce 2015 předložil zákon, který měl zakotvit právo na odmítnutí otevření obchodů a jiných komerčních prostor během sobot. Zákon byl předložen poté, co proběhla ve městě Tel Aviv kauza s pokutováním obchodníka, který odmítl během šabatu otevřít svůj košer obchod v obchodním domě. Pokutu vyměřila společnost Gindi Holdings Group vlastnící obchodní dům. Proti pokutě se ostře vymezil městský náboženský výbor.
Podporoval zavedení nového státního svátku Jom ha-Alija, který měl vycházet na 10. nisan. Nový státní svátek byl schválen v roce 2016. Oslavuje židovskou imigraci (alija) na území dnešního Izraele a současně podporuje další přesun židovské populace na toto území.
V rozhovoru z roku 2018 pronesl, že „židovská rasa je nejchytřejší na celém světě a je nejvyšším lidským kapitálem“. To podle něj bylo důvodem, proč Izraelci odmítnou přijmout tehdejší obvinění proti premiéru Benjaminu Netanjahuovi (Likud). Kritiky pobouřilo, že takto prezentoval rasovou teorii, o které v souvislosti s židy mluvili i nacisté.
V listopadu 2018 Zohar předložil návrh zákona ve prospěch nahrazení převozu živých zvířat dovozem chlazeného masa poté, co bylo medializované rozšířené týrání zvířat a zdravotní problémy spojené s dovozem živých zvířat určených na porážku. Kvůli následnému zablokování legislativního procesu v Knesetu ale zákon neprošel.
V roce 2020, během pandemie covidu-19, Zohar kritizoval tehdejšího stranického ministra financí Jisra'ela Kace. Zohar požadoval, aby vláda uvolnila vyšší kompenzace podnikatelům. Kac obvinil Zohara, že jen lobuje za prospěch svých příbuzných, jejichž podnikání bylo zasaženo bezpečnostními opatřeními vlády.
V říjnu 2024 volal po zavedení trestu smrti za velezradu spáchanou během války. Reagoval tím na zprávy o zadržení sedmi izraelských občanů podezřelých ze špionáže pro Írán.